# Tekija (Kruševac)
Pour les articles homonymes, voir Tekija.
Tekija (en serbe cyrillique : Текија) est un village de Serbie situé sur le territoire de la Ville de Kruševac, district de Rasina. Au recensement de 2011, il comptait 872 habitants.

## Démographie

### Évolution historique de la population
| 1948 | 1953  | 1961  | 1971 | 1981 | 1991  | 2002 | 2011 |
| ---- | ----- | ----- | ---- | ---- | ----- | ---- | ---- |
| 972  | 1 034 | 1 001 | 964  | 965  | 1 010 | 889  | 872  |

|  |